# 拉科尼吉城堡
拉科尼吉城堡 (義大利語：Castle of Racconigi)是位於義大利西北部的一座城堡建築。拉科尼吉城堡是薩伏依王室居所之一，在1997年被列入世界文化遺產名單名單。拉科尼吉城堡有千年以上的歷史，以其的花園而聞名。

## 外部連結

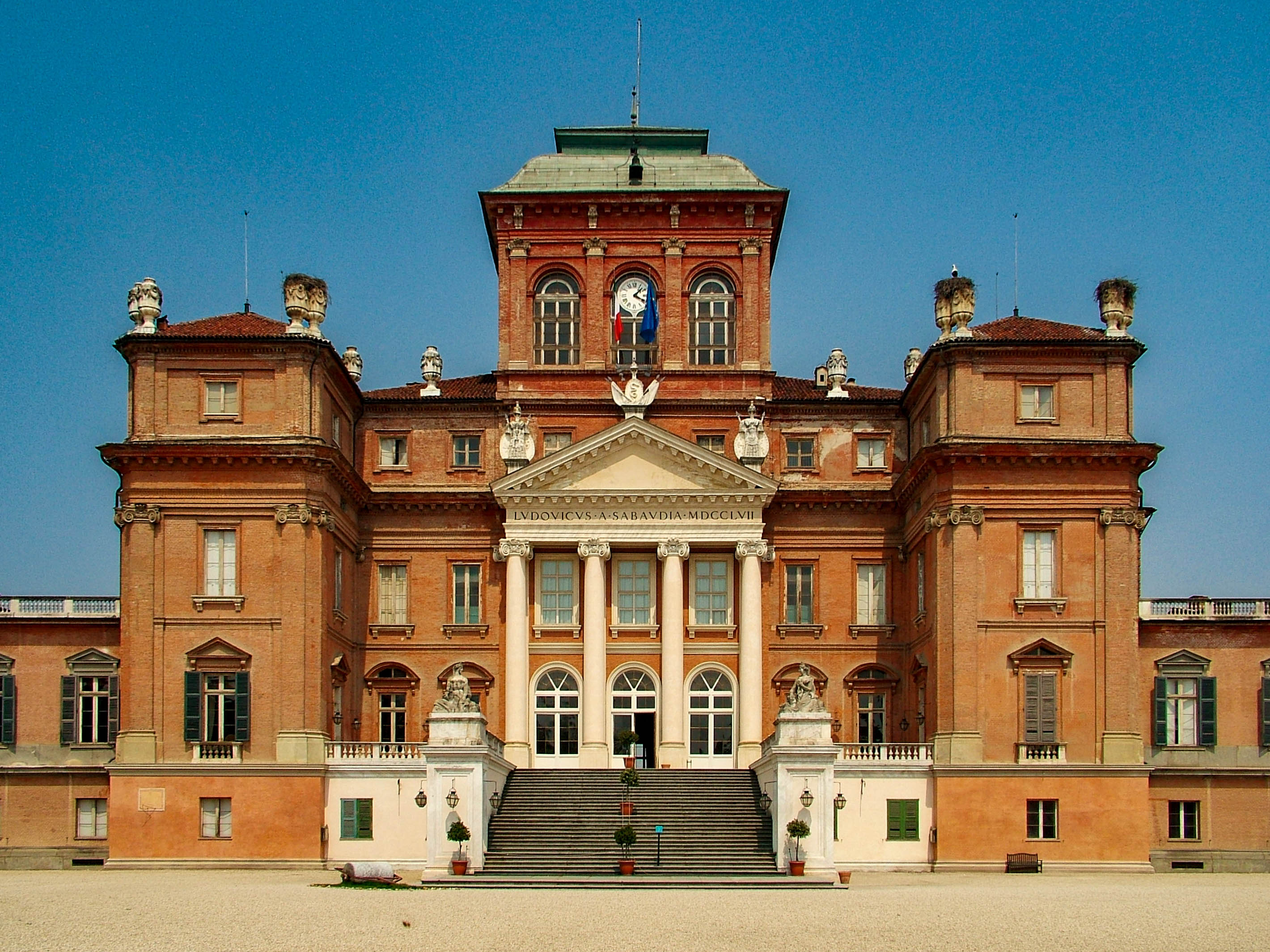
拉科尼吉城堡

- Official Castle of Racconigi website （页面存档备份，存于） （意大利文） （英文）

44°46′09.8″N 7°40′33.5″E / 44.769389°N 7.675972°E